# بحران خودکشی

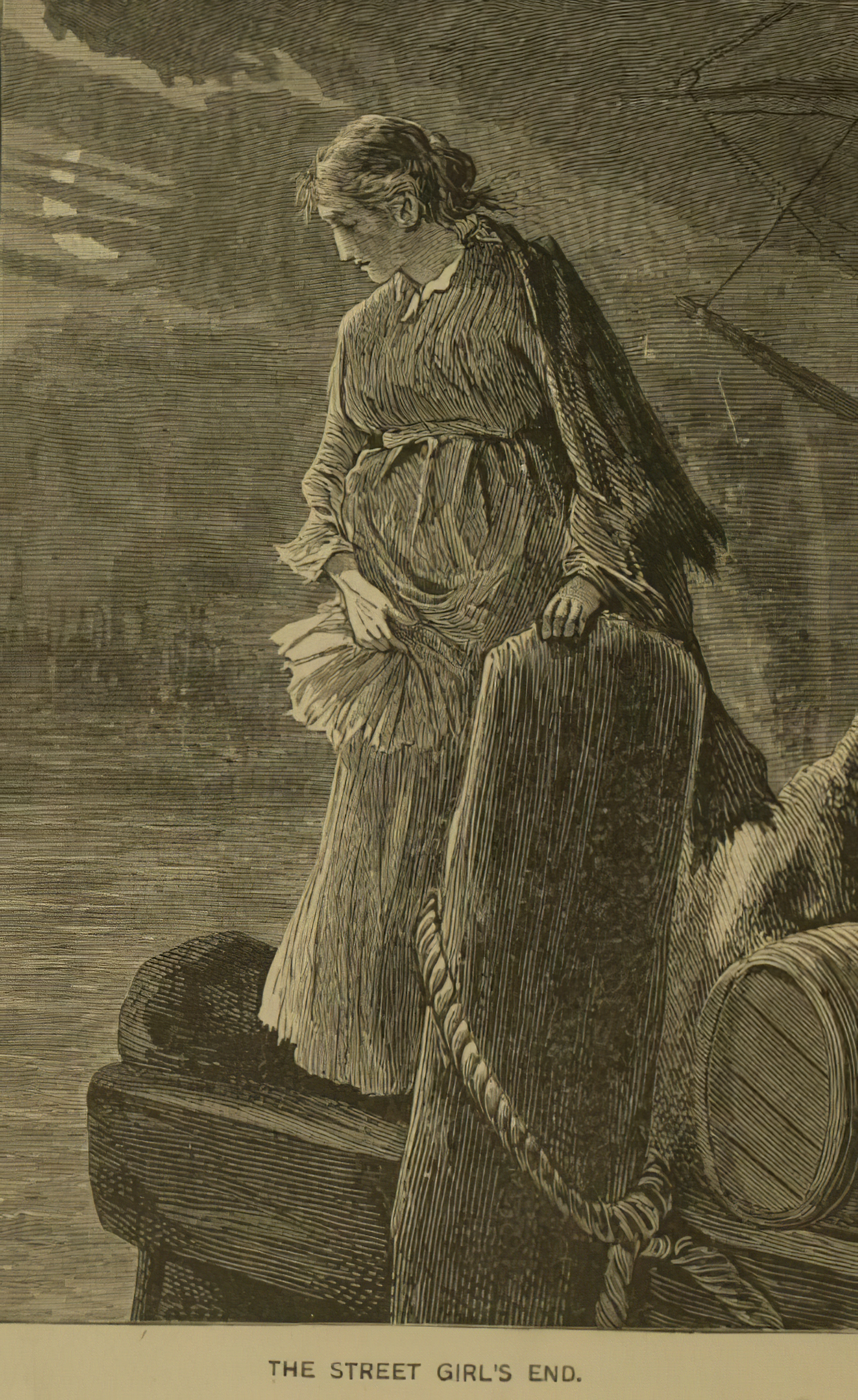
خودکشی بالفعل

بحران خودکشی یا خودکشی بالفعل به موقعیتی اشاره دارد که در آن فرد به شدت در افکار خودکشی غوطه‌ور است و تصمیم دارد خود را از بین ببرد. بر اساس نظر مسئولین مرکز مدیریت حوادث و فوریت‌های پزشکی این یک موقعیت اضطراری پزشکی است که به سرعت باید اقدام‌های لازم جهت پیشگیری از خودکشی توسط کادر متخصص صورت پذیرد و نباید هرگز از آن به شوخی گذشت.

## توصیف بحران خودکشی

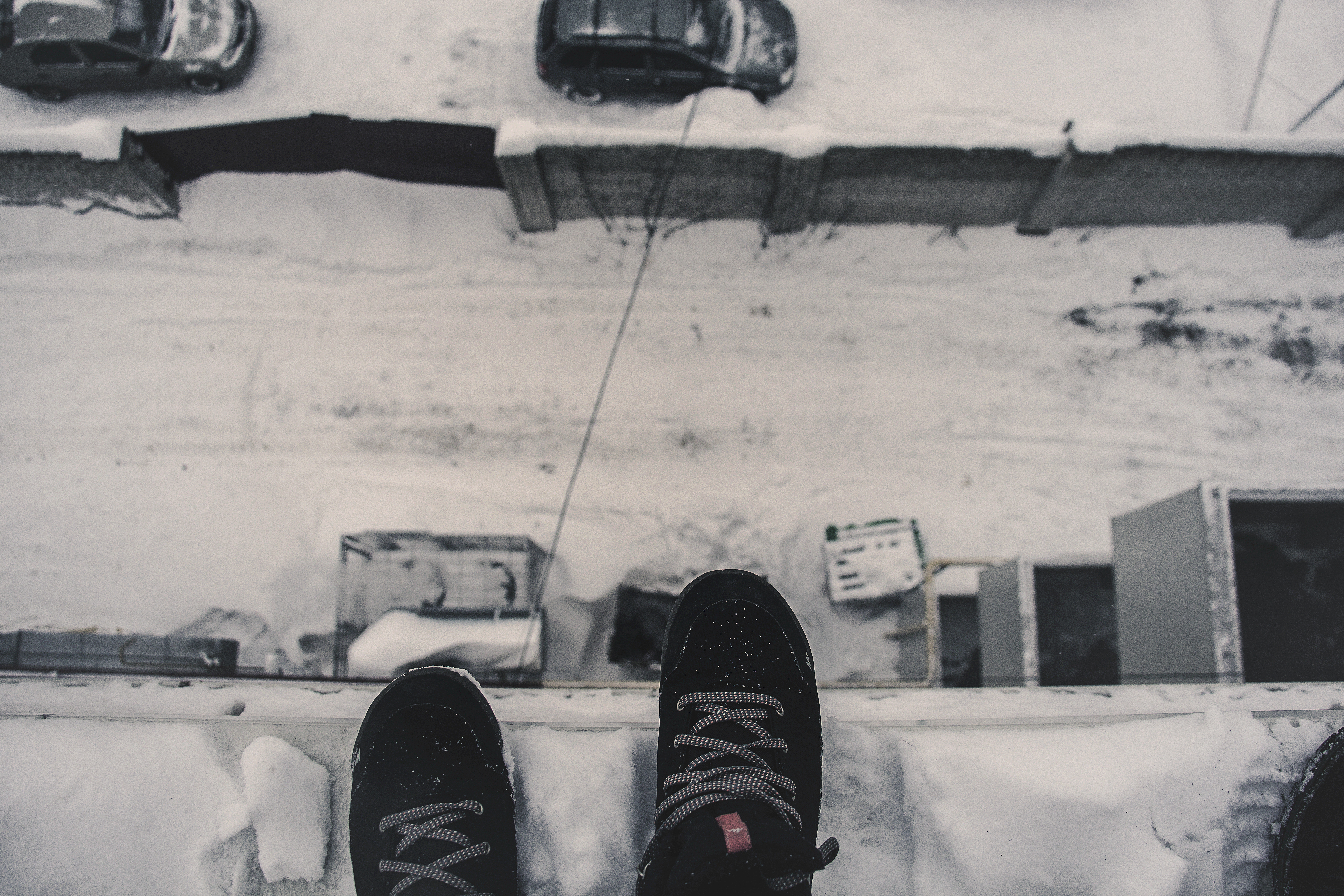
تصویر (اول شخص) کسی که تمایل به خودکشی از ارتفاع را دارد.

در بیشتر مواقع بحران خودکشی نشانه‌هایی نیز دارد که می‌توان به افکار خودکشی، خودآزاری، نقشه خودکشی، یادداشت خودکشی، صحبت بیش از اندازه در رابطه با مرگ، آرزوی مرگ کردن یا انجام عملی که خطر مرگ در پی داشته باشد، اشاره نمود. از نشانه‌های کوچک‌تر آن نیز می‌توان به آماده شدن برای مرگ در حالی که فرد از نظر جسمی سالم است، خداحافظی کردن از نزدیکان، نوشتن نامه‌های خداحافظی، تنظیم وصیت‌نامه و انجام امور باقی‌مانده اشاره کرد. فرد حتی ممکن است شروع به بخشش اموال با ارزش خود به دیگران نماید؛ چرا که فکر می‌کند دیگر بدان‌ها نیاز ندارد. ممکن است شخص افسرده که چنین اعمالی از او سر می‌زند، دوباره به حالتی عادی بازگردد اما نباید تصور کرد که وی از افسردگی رهایی یافته و همواره باید مراقب وی بود؛ چرا که این عمل شاید نشان‌دهنده این باشد که فرد برای انجام خودکشی با خود کنار آمده‌است.
افسردگی یکی از مهم‌ترین دلایل خودکشی است و همواره این خطر به شدت آن‌ها را تهدید می‌کند اما افسردگی تنها عامل آن نیست؛ بیش از ۹۰٪ موارد خودکشی مربوط است به یکی از انواع اختلالات خلقی همچون اسکیزوفرنی یا اختلال دوقطبی. هرچه افسردگی فرد عمیق‌تر باشد، خطر این بحران نیز بیشتر می‌شود. از علائم آن می‌توان به ناامیدی، احساس تنهایی شدید و احساس بی‌ارزشی اشاره نمود. همچنین عوامل دیگری چون از دست دادن یکی از عزیزان، بیماری لاعلاج، شکست عشقی، ورشکستگی، پیری و عدم رضایت از جنسیت نیز در خودکشی ناشی از افسردگی دخالت دارند. بر اساس تحقیقی که سازمان بهداشت جهانی در سال ۲۰۰۶ در رابطه با میزان خودکشی در جهان انجام داد، مشخص شد که به‌طور مثال در کشور کانادا ۸۰–۹۰٪ خودکشی‌ها ناموفق بوده و ۹۰٪ این خودکشی‌های ناموفق نیز سبب بستری شدن فرد در بیمارستان شده‌است. ۱۲٪ خودکشی‌ها نیز در بیمارستان صورت گرفته‌است.